# Serranos
Serranos é um município brasileiro do estado de Minas Gerais.

## História
Serranos, antigo distrito criado em 1840/1891 com a denominação de Bom Sucesso dos Serranos (a partir de 1923: Serranos) e subordinado ao município de Aiuruoca, foi elevado à categoria de município pela lei estadual nº 1039 de 12 de dezembro de 1953.

### Primeira Capela
A primeira capela foi construída com doações de Antônio de Oliveira, filho de Domingos de Oliveira no ano de 1724. É o primeiro documento oficial que se conhece sobre a atual cidade. Antônio era considerado um homem piedoso e temente a Deus, e assim tratou de erguer, certamente com muitas dificuldades um modesto templo que foi dedicado ao Menino Deus e a Nossa Senhora do Bom Sucesso. E fez subir um pedido ao Bispado do Rio de Janeiro, para onde pertencia todo o território mineiro.
Construção da Nova Capela
Dez anos depois de construída a segunda capela, foi levantada uma terceira, no tempo do capelão Padre Luis José de Almeida, que trabalhou muito para a igreja. A Capela de Nossa Senhora do Bonsucesso de Serranos, filial da Matriz de Nossa Senhora da Conceição de Aiuruoca do Rio das Mortes, a capela abrange Fabrica da Matriz Outrossim, que tem livros e documentos pertencentes à mesma Capela e será esta registrada no livro de Registros Geral. Foi construída com apoio e ajuda dos moradores. E depois de ereta e decentemente paramentada com ornamentos de quatro cores.
Em 1788 o padre capelão de Serranos desejou obter da Santa Sé uma Indulgência Plenária para a Igreja de Serranos, fazendo o requerimento ao Papa Pio VI, se dignou conceder a graça, que é revalidada até a atualidade no dia de jubileu, nos dias 06 e 8 de setembro, por meio da reza de um Pai Nosso. A paróquia de Serranos fica lotada a cada ano, quando chega setembro e com ele o dia do jubileu. Trata-se de uma imensa massa de fiéis, que a cada ano aumentada, que vão à paróquia para se beneficiarem das Indulgências. À noite, no Desfile processional, a Praça da Matriz é é aclamada em hinos de aclamações à Maria.

### Lista dos párocos
1. Pe. Antônio de Pádua Alves
2. Pe. Severino Vilela foi vigário até 1882.
3. Pe. Aureliano de Souza Cunha Carvalho, de 1882 a 1910.
4. Pe. Félix Guida, de 1910 a 1945.
5. Pe. João Vieira Fonseca, em 1945 devido a sua transferência.
6. Pe. Ademar Pinto, de 1945 a 1947 de pequeno paroquiato.
7. Pe. José Joaquim de Souza, em 1948 - Idem.
8. Pe. José Inácio de Melo, 1948 a 1949. Idem.
9. Pe. Geraldo Junqueira.nomeado por portaria de 20 de maio de 1949.
10. Pe. Luiz Arantes.
11. Pe. Cordeiro.
12. Pe. Sebastião.
13. Pe. Luiz Grilo.
14. Pe. Bernardo.
15. Pe. Luiz Henrique Rech.
16. Pe. Antônio de Pádua Alves
17. Pe. Dehon Vicente Ferreira
18. Pe. Geraldo Ernesto da Silva

## Fatos marcantes
- 1721 - Chegaram os Tropeiros do Serro
- 1725 - Ergue-se a 1ª Capela
- 1734 - 1734 - Surgem as primeiras casas. População cresce.
- 1840 - Recebeu o nome Arraial do bom Sucesso de Serranos.
- 1933 - Criação da 1ª Escola Pública.
- 1953 - Emancipação Política.
- 1954 - Escola Reunida passa a ser "Grupo Escolar" Ribeiro Pena (1ª/4ª série)
- 1955 - Primeira Legislatura do Município.
- 1959 - Construída a Ponte sobre o Rio Aiuruoca.
- 1966 - Construção do Prédio Escolar (estrutura metálica)
- 1967 - Construção do novo prédio da Prefeitura.
- 1973...1977 - Criação da Extensão de série (5ª/8ª série), Posto de Saúde e Hospital, CEMIG, Telefone Público.
- 1980 - Inauguração do novo prédio escolar.
- 1994 - roubo da Imagem de Nossa Senhora do Bonsucesso. Na madrugada de 15 de julho do ano passado (1994), a imagem de Nossa Senhora do Bonsucesso, de grande valor artístico, afetivo ao histórico foi roubada, o povo da cidade fez inúmeras preces para que a restituição da imagem, porém, uma nova imagem chegou de São João Del Rei em 15 de agosto de 1995.
- 1998 - Municipalização da Escola.
- 2000 - Construção da "Casa da Cultura" presente que Serranos recebeu.

## Geografia
O município localiza-se no sul do estado de Minas Gerais. Com uma área de 330 km², o aspecto geral do seu território é montanhoso. A sede municipal está a 1.009 metros acima do nível do mar e a igreja matriz está a 950 metros de altitude. Tem coordenadas geográficas 21º 13´36" de latitude sul e 44º 05´09" de longitude oeste. Dista da capital do estado, em linha reta, 215 km no rumo sudoeste. Sua população recenseada em 2010 era de 1.996 habitantes. O acesso à sede do município é feito pela rodovia AMG-1020.